# Native Tongue
Native Tongue ist das 1993 erschienene vierte Studioalbum der US-amerikanischen Glam-Metal-Band Poison.

## Entstehung
Poison hatte nach dem großen Erfolg des Albums Flesh & Blood eine ausgedehnte Tournee mit Warrant im Vorprogramm unternommen und dabei auch Aufnahmen für das geplante erste Live-Album der Gruppe unternommen. Doch schon während dieser Tournee traten Probleme auf: Der geplante Auftritt beim „Breaking the Ice“-Festival wurde abgesagt, wenig später brach der an Diabetes leidende Sänger der Gruppe, Bret Michaels, zusammen. Die offenbar mit schweren Drogenproblemen kämpfenden Bandkollegen Bobby Dall und C. C. DeVille fanden gegensätzliche Lösungswege: Dall begab sich in eine Entzugsklinik, DeVille stieg nach einer handgreiflichen Auseinandersetzung mit Bret Michaels aus der Band aus und gründete die Gruppe „C. C. DeVille Experience“, später Samantha 7.
Als Ersatz für den ausgestiegenen Gitarristen verpflichtete die Band den Gitarristen Richie Kotzen. In Zusammenarbeit mit ihm dem Produzenten Richie Zito entstand in den A&M Studios das Album Native Tongue, nachdem die Gruppe sich im Studio des in Burbank lebenden Schlagzeugers der Band mit dem Songwriting und der Vorproduktion beschäftigt hatte. Die Gruppe rückte vom bekannten und erfolgreichen typischen Poison-Sound ab und gab sich einen seriöseren Anstrich. Zahlreiche Gastmusiker trugen zu den Aufnahmen bei, zu ihnen gehörten Timothy B. Schmit, Tommy Funderburk, Jai Winding, Billy Powell, Mike Finnegan, Sheila E., die Horn Section der Band Tower of Power sowie der „First AME Church Choir“.
Der „First AME Church Choir“ wurde zu den Aufnahmen zur ersten Singleauskoppelung, Stand, herangezogen und steuerte unter der Leitung von Ricky Grundy, der auch für das Arrangement verantwortlich zeichnete, den Chorgesang im Refrain bei, durch den der Titel einen Gospelcharakter erhielt.
Das Album wurde am 1. Januar 1993 veröffentlicht; auf der folgenden Tournee gerieten Schlagzeuger Rikki Rockett und Richie Kotzen aneinander, als herauskam, dass Kotzen sich auf ein Verhältnis mit der Verlobten von Rockett eingelassen hatte. Aus diesem Grund wurde Kotzen gefeuert und musste Band noch während der Tournee verlassen. Er wurde durch Blues Saraceno ersetzt.

## Titelliste
1. Native Tongue (Bobby Dall / Richie Kotzen / Bret Michaels / Rikki Rockett)
2. The Scream (Bobby Dall / Richie Kotzen / Bret Michaels / Rikki Rockett)
3. Stand (Bobby Dall / Richie Kotzen / Bret Michaels / Rikki Rockett)
4. Stay Alive (Bobby Dall / Richie Kotzen / Bret Michaels / Rikki Rockett)
5. Until You Suffer Some (Fire and Ice) (Bobby Dall / Richie Kotzen / Bret Michaels / Rikki Rockett)
6. Body Talk (Bobby Dall / Richie Kotzen / Bret Michaels / Rikki Rockett)
7. Bring It Home (Bobby Dall / Richie Kotzen / Bret Michaels / Rikki Rockett)
8. 7 Days over You (Bobby Dall / Richie Kotzen / Bret Michaels / Rikki Rockett)
9. Richie’s Acoustic Thang (Bobby Dall / Richie Kotzen / Bret Michaels / Rikki Rockett)
10. Ain’t That the Truth (Bobby Dall / Richie Kotzen / Bret Michaels / Rikki Rockett)
11. Theatre of the Soul (Bobby Dall / Richie Kotzen / Bret Michaels / Rikki Rockett)
12. Strike up the Band (George Gershwin / Ira Gershwin)
13. Ride Child Ride (Bobby Dall / Richie Kotzen / Bret Michaels / Rikki Rockett)
14. Blind Faith (Bobby Dall / Richie Kotzen / Bret Michaels / Rikki Rockett)
15. Bastard Son of a Thousand Blues (Bobby Dall / Richie Kotzen / Bret Michaels / Rikki Rockett)

## Rezeption
Native Tongue erreichte Platz 16 der US-Album-Charts, etablierte sich in Großbritannien auf Platz 20 und in Deutschland auf Platz 60 der Hitlisten. Das Album wurde in den USA im April 1993 mit einer Goldenen Schallplatte ausgezeichnet, konnte den Erfolg der vorhergegangenen Studioalben der Band, die mehrfach mit Platin ausgezeichnet worden waren, aber nicht wiederholen.
Die Kritiken zum Album fielen überwiegend positiv aus, Achim Karstens schrieb beispielsweise für Rock Hard, der Einfluss des neuen Gitarristen Richie Kotzen lasse beim „Songwriting das Material der Band wesentlich reifer erscheinen,“ die Arrangements seien „deutlich verbessert, der Gesang stellenweise gnadenlos gut.“ Zu den 13 titeln des Albums merkte er an, „wenigstens die Hälfte“ habe „das Prädikat "gut" bis "sehr gut" verdient.“ Die erste Single Stand dokumentiere wohl „am deutlichsten den Reifeprozess, den die Truppe seit Flesh & Blood mitgemacht“ habe. „Tolle Vocals, brillantes Arrangement, großartiger Einsatz von Gospelchören und eine intensive Bluesgitarre von Mr. Kotzen. Dazu ein ausgezeichneter Refrain,“ und schon sei „der Hit wieder vorprogrammiert.“ Zu den weiteren Highlights zählten noch „die beiden Balladen Until You Suffer Some (Fire & Ice) und Theatre Of Soul, von denen zumindest erstgenannte grandios“ sei. Seven Days Over You und Blind Faith wanderten „auf den Spuren von Ride The Wind vom letzten Album“, seien „aber noch einen Tick besser.“ Es sei „nicht alles Gold, was glänzt,“ aber mit Native Tongue habe Poison „ein wirklich überzeugendes Album abgeliefert.“